# Studio Misr
Studio Misr (arabo ستوديو مصر) è stata una società pubblica, parte del colossale progetto "Misr Company" istituito dall'economista egiziano Tal'at Harb (1867-1941).

## Storia
Studio Misr nacque nel 1935, con capitale totalmente egiziano. Già dal 1927 si inizio' a pensare ad una compagnia egiziana per contribuire al progresso del cinema in Egitto; investimento innovativo e lungimirante che permise al paese di ottenere il manopolio mediatico sul Vicino Oriente per oltre mezzo secolo.
La prima produzione di Studio Misr fu il film Widad (1935) con Umm Kulthum e Ahmed Allam.
Studio Misr è stato attivo con i laboratori e plateaux originari fino al 2000, anno in cui è stato inglobato nell'azienda cinematografica digitale ELIXIR del regista Karim Gamal El Din(1969-). Gli studios mantengono sempre lo storico nome di Studio Misr.
Nel 2006, Studio Misr ha partecipato fuori concorso a La 59ª edizione del Festival di Cannes con il film El-Banate Dol, regia di Tahani Rached.

## Produzione filmografica parziale
- Al-Azeema[7] (1939), regia di Hussein Fawzi.
- Le'abet El-Set[8] (1946), regia di Waliyyuddin Sameh.
- Ayamna El-Helwa[9] (1955), regia di Helmy Halim.
- Ana Horra[10] (1959), regia di Salah Abu Seif.
- La mummia (film 1969) (1969), regia di Shadi Abdel Salam.
- Hassan wa Aziza: Kadeyat Amn Dawla[11] (1999), regia Karim Gamal El Din.
- Giran[12] (2009), regia di Tahani Rached.